# Fenerbahçe Beko
Fenerbahçe Beko je turski košarkaški klub iz Istanbula. Dio je sportskog društva Fenerbahçe S.K.

## Povijest
Fenerbahçe je jedan od najstarijih europskih sportskih klubova, koji je nedavno slavio 100. obljetnicu svoga postojanja. Fenerbahçe S.K. osnovno je 1907. i njihova košarkaška momčad jedna je od najuspješnijih u turskoj košarci. Fenerbahçe je osvajao domaće naslove prvaka (1957., 1959. i 1965.) prije nego što je službeno osnovana turska košarkaška liga 1966. godine. Na sljedeći naslov prvaka čekali su do 1991., a 1992. ponovo su nakon 1960. i 1966. izborili Euroligu. Klub je 1992., 1993. i 1995. igrao u finalima domaćeg prvenstva, ali niti jednom uspio osvojiti naslov prvaka. Do danas je klub jedan od najboljih u turskom prvenstvu i konstanta u europskim natjecanjima, međutim nikada nisu uspjeli osvojiti neko europsko natjecanje. Najveći uspjeh im je osvajanje 4. mjesta u FIBA Europskoj ligi 2005. godine. Fenerbahçe je u sezonama 2006./07. i 2007./08.  uzeo naslov prvaka turskog prvenstva. U sezoni 2006./07. u finalu su s 4-0 pobijedili Efes Pilsen, a u sezoni 2007./08. s 4-1 Türk Telekom. 

## Trofeji
- Euroliga (1) 2016./17.
- Tursko ligaška: (7) 1990./91., 2006./07., 2007./08., 2009./10., 2010./11., 2013./14., 2015./16.
- Tursko prvenstvo: (3) 1957., 1959., 1965.
- Turski kup: (5) 1967., 2010., 2011., 2013., 2016.
- Kup Federacije: (5) 1954., 1958., 1959., 1960., 1961.
- GGSM kup: (2) 1988., 1992.
- Predsjednički kup (Turski Superkup) : (6) 1990., 1991., 1994., 2007., 2013., 2016.
- Istanbulska liga: (7) 1955., 1956., 1957., 1963., 1964., 1965., 1966.

## Poznati igrači
| - Mustafa Abi - Serdar Apaydın - Ömer Aşık - Doğuş Balbay - Rasim Başak - Hüsnü Çakırgil - Nedim Dal - Hakan Demirel - Kemal Dinçer - Zaza Enden - Orhun Ene | - Semih Erden - Harun Erdenay - Murat Evliyaoğlu - Ermal Kurtoğlu - İbrahim Kutluay - Ömer Onan - Tamer Oyguç - Asım Pars - Cenk Renda - Levent Topsakal - Mirsad Türkcan | - Oğuz Savaş - Damir Mršić - Trevor Harvey - Jay Triano - Žan Tabak - Goran Kalamiza - Gordan Giriček - Samir Gouda - Kaspars Kambala - Mark Dickel - Marko Milič | - Emir Preldžič - Gašper Vidmar - Radisav Ćurčić - Dragan Lukovski - Alexander Lokhmanchuk - Mahmoud Abdul-Rauf - Eddie Basden - Tanoka Beard - Cory Blackwell - Chris Booker - Winford Boynes | - Adrian Caldwell - Joe Ira Clark - Dallas Comegys - Corsley Edwards - Sylvester Gray - Keith Jennings - Bernard King - Tarance Kinsey - Conrad McRae - Kevin Rankin - Larry Richard | - Marc Salyers - Jeff Sanders - Mitch Smith - Will Solomon - Jarod Stevenson - Billy Thompson - Henry Turner - Tyson Wheeler - James White - Rickie O'Neal Winslow - Ermal Kuqo |

## Vanjske poveznice
- Službena stranica Fenerbahçea (tur.) (engl.) (njem.) (port.)
- Službena stranica Fenerbahçe (tur.)
- Stranica kluba na Euroleague.net (engl.)

| Fenerbahçe Ülker | Fenerbahçe Ülker |
| --- | ---------------- |
| |                  |
| 5 Solomon \| 6 Türkcan \| 7 Onan \| 8 Başak \| 9 Erden \| 10 Giriček \| 12 Mršić \| 16 Can Mustaf \| 18 Kanter \| 21 Savaş \| 24 Aşık \| 32 Smith \| 33 Çetin \| 55 Preldžić \| − Greer \| − Kinsey \| Trener: Tanjević |                  |

| Fenerbahçe Ülker | Fenerbahçe Ülker |
| --- | ---------------- |
| |                  |
| 5 Solomon \| 6 Türkcan \| 7 Onan \| 8 Başak \| 9 Erden \| 10 Giriček \| 12 Mršić \| 16 Can Mustaf \| 18 Kanter \| 21 Savaş \| 24 Aşık \| 32 Smith \| 33 Çetin \| 55 Preldžić \| − Greer \| − Kinsey \| Trener: Tanjević |                  |

| Euroliga 2008./09.         | Euroliga 2008./09. |
| -------------------------- | --- |
|                            | |
| Prvak                      | Panathinaikos |
|                            | |
| Finalist                   | CSKA Moskva |
|                            | |
| Treće mjesto               | Regal FC Barcelona |
|                            | |
| Četvrto mjesto             | Olympiakos |
|                            | |
| Ispali u četvrtfinalu      | Montepaschi Siena • Partizan Igokea • Real Madrid • TAU Cerámica                                                                          |
|                            | |
| Stigli do Top 16           | AJ Milano • ALBA Berlin • Asseco Prokom Sopot • Cibona Zagreb • Fenerbahçe Ülker • Lottomatica Rim • Maccabi Tel Aviv • Unicaja Málaga    |
|                            | |
| Ispali u regularnom dijelu | Air Avellino • DKV Joventut • Fenerbahçe Ülker • Le Mans • Panionios OnTelecoms • SLUC Nancy • Union Olimpija Ljubljana • Žalgiris Kaunas |

| Euroliga 2008./09.         | Euroliga 2008./09. |
| -------------------------- | --- |
|                            | |
| Prvak                      | Panathinaikos |
|                            | |
| Finalist                   | CSKA Moskva |
|                            | |
| Treće mjesto               | Regal FC Barcelona |
|                            | |
| Četvrto mjesto             | Olympiakos |
|                            | |
| Ispali u četvrtfinalu      | Montepaschi Siena • Partizan Igokea • Real Madrid • TAU Cerámica                                                                          |
|                            | |
| Stigli do Top 16           | AJ Milano • ALBA Berlin • Asseco Prokom Sopot • Cibona Zagreb • Fenerbahçe Ülker • Lottomatica Rim • Maccabi Tel Aviv • Unicaja Málaga    |
|                            | |
| Ispali u regularnom dijelu | Air Avellino • DKV Joventut • Fenerbahçe Ülker • Le Mans • Panionios OnTelecoms • SLUC Nancy • Union Olimpija Ljubljana • Žalgiris Kaunas |